# اتحاد جزر فارو لكرة القدم
تأسس اتحاد جزر فارو لكرة القدم (بالدنماركية: Færøernes fodboldforbund)‏ في عام 1979. وانضم إلى الإتحاد الدولي لكرة القدم في 1988، وانضم إلى الاتحاد الأوروبي لكرة القدم في 1990.